# François Bacqué
François Robert Bacqué (Bordéus, França, 2 de setembro de 1936 – Roma, Itália, 9 de novembro de 2023) foi um prelado francês da Igreja Católica que passou sua carreira no serviço diplomático da Santa Sé, cumprindo várias atribuições como núncio apostólico.

## Biografia
François Robert Bacqué nasceu em Bordéus, França, em 2 de setembro de 1936 e foi ordenado sacerdote da Arquidiocese de Bordéus em 1 de outubro de 1966. Completou um ano de trabalho pastoral na paróquia de Notre-Dame d'Arcachon.
Bacqué estudou em Roma, Paris e Toulouse, onde obteve os diplomas em direito canónico e ciências políticas. Concluiu o curso de estudos na Pontifícia Academia Eclesiástica em 1967 e ingressou no serviço diplomático da Santa Sé em 1969. Suas primeiras atribuições incluíram períodos nos escritórios dos representantes papais na China (1967-1972), Holanda (1972-1975) e Chile (1975-1978); em Roma, na Secretaria de Estado e como membro do Conselho de Assuntos Públicos da Igreja (1978-1983); e depois nas nunciaturas apostólicas em Portugal (1981-1985) e na Escandinávia (1985-1988). No Chile, serviu sob o núncio Angelo Sodano, mais tarde Secretário de Estado, durante a ditadura militar de Augusto Pinochet. Bacqué defendeu o histórico de Sodano, observando que a nunciatura abrigou cerca de trinta refugiados políticos.
O Papa João Paulo II nomeou-o arcebispo titular de Gradisca e pró-núncio apostólico no Sri Lanka em 17 de junho de 1988.
Recebeu a consagração episcopal em 3 de setembro de 1988 do Cardeal Agostino Casaroli, Secretário de Estado da Santa Sé.
Mais tarde, o papa nomeou-o Núncio Apostólico na República Dominicana em 7 de junho de 1994 e em 27 de fevereiro de 2001 Núncio Apostólico na Holanda.
Bacqué aposentou-se após a nomeação do seu sucessor nos Países Baixos, André Dupuy, em 15 de dezembro de 2011. Ele morreu em Roma em 9 de novembro, aos 87 anos.